# Netwerkkabel

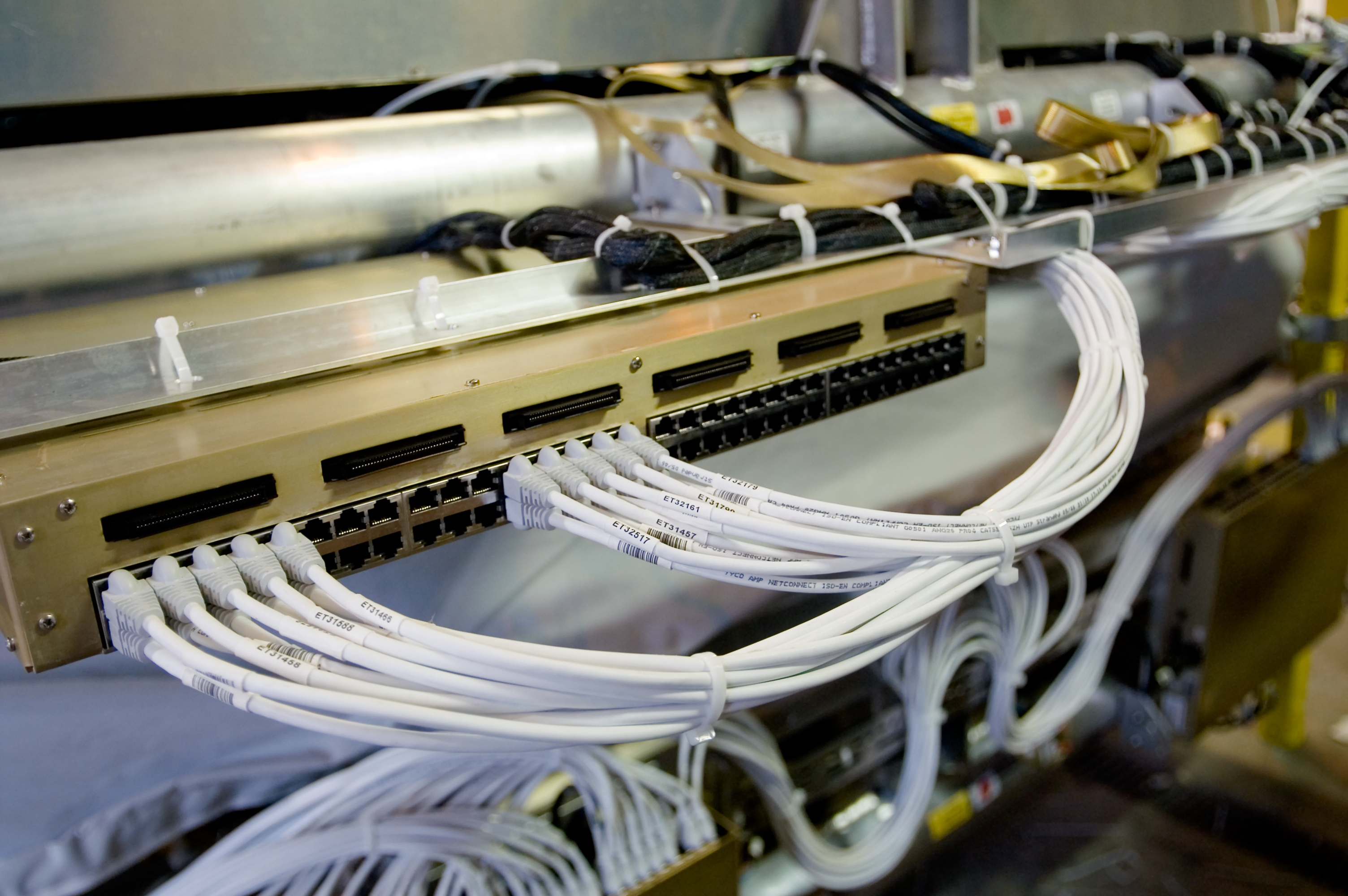
Netwerkkabels in gebruik bij de ATLAS-deeltjesdetector van de Large Hadron Collider.

Een netwerkkabel is een kabel waarlangs informatie wordt verstuurd in een computernetwerk. Hij is onderdeel van de zogeheten fysieke laag in een netwerkverbinding. Er zijn verschillende soorten en standaarden kabels en connectors, waaronder:
- Glasvezelkabel
- Coaxkabel (met bijvoorbeeld een BNC-connector)
- Triaxkabel
- EAD-kabel
- Twisted pair (met bijvoorbeeld een RJ-45-connector):
  - Categorie 5-, 6- en 7-kabel

Met een kabeltester kan men de werking van een kabel diagnosticeren.

## Getwist paar
UTP-kabels voor computernetwerken hebben vier aderparen en zijn onderverdeeld in genummerde categorieën die de kwaliteit aangeven.
Bij het aansluiten dient een signaal en de bijbehorende "retour" telkens op een aderpaar gezet te worden, zodat de twist zijn werk naar behoren kan doen. De aderparen kunnen in de regel herkend worden aan de bij elkaar passende kleuren van de isolatie. Voorkomende kleurcombinaties zijn:
|  | } | De ene ader van een paar heeft een kleur, de andere heeft gedeeltelijk dezelfde kleur en is voor het andere deel wit.                                                       |
|  | } | De ene ader van een paar heeft een kleur, de andere heeft gedeeltelijk dezelfde kleur en is voor het andere deel wit.                                                       |
|  | } | Beide aders van een paar zijn tweekleurig, de ene heeft meer kleur dan wit, de andere meer wit dan kleur.                                                                   |
|  | } | Beide aders van een paar zijn tweekleurig, de ene heeft meer kleur dan wit, de andere meer wit dan kleur.                                                                   |
|  | } | De ene ader van een paar heeft een kleur, de andere is wit. In dat geval moet bij het afmonteren goed worden opgelet met welke gekleurde aders de witte aders getwist zijn. |
|  | } | De ene ader van een paar heeft een kleur, de andere is wit. In dat geval moet bij het afmonteren goed worden opgelet met welke gekleurde aders de witte aders getwist zijn. |

De gebruikelijke kleuren voor de vier aderparen zijn steeds: oranje, groen, blauw, bruin.
Op een RJ-45-connector worden de kleuren afgewerkt conform de T568B (EIA/TIA-568)-standaard.
Een andere norm is T568A. Een crosskabel heeft aan een uiteinde T568B en aan het andere uiteinde T568A. Deze wordt gebruikt als twee identieke apparaten worden verbonden, bijvoorbeeld voor een directe verbinding tussen twee computers of twee hubs of switches. Bij een dergelijke kabel worden het groene en het oranje paar gekruist. Moderne switches stellen echter zelf vast wat voor kabel er is gebruikt, zodat men hier meestal geen omkijken meer naar heeft. 
Ten slotte is soms een gekruiste kabel nodig voor een gigabitnetwerk.
De plaatjes in onderstaande tabel tonen de RJ45-stekkers met het snoer naar links en het veertje van u af. De pennen zijn dan van boven naar beneden genummerd.
| T568B                                                                                             | T568A                                                                                             | Crosskabel in gigabitnetwerk                                                              |
| ------------------------------------------------------------------------------------------------- | ------------------------------------------------------------------------------------------------- | ----------------------------------------------------------------------------------------- |
|                                                                                                   |                                                                                                   |                                                                                           |
| 1. wit/oranje 2. oranje 3. wit/groen 4. blauw † 5. wit/blauw † 6. groen 7. wit/bruin † 8. bruin † | 1. wit/groen 2. groen 3. wit/oranje 4. blauw † 5. wit/blauw † 6. oranje 7. wit/bruin † 8. bruin † | 1. wit/groen 2. groen 3. wit/oranje 4. bruin 5. wit/bruin 6. oranje 7. wit/blauw 8. blauw |

† Alleen nodig voor gigabitnetwerken.
Omdat er vaak maar twee van de vier paren worden gebruikt, worden soms twee netwerkverbindingen over een kabel geleid. Aan de beide uiteinden wordt de kabel dan gesplitst en op twee RJ45-connectoren aangesloten. Een andere mogelijkheid is dat een ongebruikt paar voor telefoon wordt gebruikt.
Onderstaande afbeeldingen gelden voor standaardkabels, T568B. Voor T568A moeten de kleuren op pen 1 en 2 verwisseld worden met 3 en 6.
Tegenwoordig worden crossoverkabels niet vaak meer gezien. Dat betekent dat beide uiteinden van een kabel gemonteerd zijn als T568B. Een moderne switch zoekt zelf uit wat voor kabel er gemonteerd is.
| Twee netwerkverbindingen (2 × RJ45)                                                       | Netwerk (RJ45) en analoge telefoon (RJ11)                                   | Netwerk (RJ45) en ISDN (RJ45)                                                             |
| ----------------------------------------------------------------------------------------- | --------------------------------------------------------------------------- | ----------------------------------------------------------------------------------------- |
|                                                                                           |                                                                             |                                                                                           |
| 1. wit/oranje 2. oranje 3. wit/groen 4. groen 1. wit/blauw 2. blauw 3. wit/bruin 4. bruin | 1. wit/oranje 2. oranje 3. wit/groen 4. groen 1. wit/blauw (b) 2. blauw (a) | 1. wit/oranje 2. oranje 3. wit/groen 4. groen 1. wit/bruin 2. blauw 3. wit/blauw 4. bruin |

## Power over Ethernet
Soms dient de kabel ook om een aangesloten apparaat - wanneer dat weinig vermogen gebruikt - van voeding te voorzien. Er wordt meestal fantoomvoeding gebruikt, dus er zijn geen extra aders nodig. Niet alle netwerkkabels zijn geschikt voor Power over Ethernet (PoE). Het is namelijk belangrijk dat je gebruik maakt van een puur koperen ethernetkabel. Meestal wordt puur koper aangeduid met 'CU'. CCA (copper clad aluminium) bekabeling, met andere woorden verkoperd aluminiumdraad is niet geschikt voor PoE.
De gebruikelijke normen zijn:
| Snelheid                     | 4 en 5 positief, 7 en 8 negatief                        | 1 en 2 positief, 3 en 6 negatief                            |
| ---------------------------- | ------------------------------------------------------- | ----------------------------------------------------------- |
| 1Gb/s, data via acht aders   | fantoomvoeding modus B                                  | fantoomvoeding modus A                                      |
| 100Mb/s, data via vier aders | wanneer aders 4, 5, 7, 8 niet voor data gebruikt worden | fantoomvoeding, wanneer aders 4, 5, 7, 8 niet aanwezig zijn |